# Débora Gonçalves
Débora Silvia Fernandes Gonçalves (ur. 19 lutego 1985 w Amadorze) – koszykarka reprezentująca Republikę Zielonego Przylądka, uczestniczka mistrzostw Afryki 2005.
Na mistrzostwach w 2005 roku, reprezentacja Republiki Zielonego Przylądka zajęła siódme miejsce. Podczas tego turnieju, Gonçalves wystąpiła w pięciu meczach, w których zdobyła cztery punkty. Zanotowała także cztery asysty, cztery przechwyty, trzy zbiórki ofensywne, cztery zbiórki defensywne, a także siedem strat i dziewięć fauli. W sumie na parkiecie spędziła około 65 minut.